# ジャッジ・ブロンド
『ジャッジ・ブロンド』（原題：To the Limit）は、1995年に公開されたアクション・スリラー映画である。
監督はレイモンド・マルティーノ、出演はチャイナ・スミス役のマイケル・ヌーリー、フランク・ダヴィンチ役のジョーイ・トラボルタなどである。本作は『ダヴィンチ・ウォーズ』の続編で、CIAのエージェントが犯罪組織と戦うという筋書きになっている。アンナ・ニコル・スミスは、プレイボーイのプレイメイト・オブ・ザ・イヤーに選ばれた後、この作品で初めて主演を務めた。

## あらすじ
ヴィッキー・リン（アンナ・ニコル・スミス）は、"コレット"という偽名で活動する元CIAエージェントで、夫を殺された復讐のために暗殺組織のリーダーを追跡しようとしていた。一方、元ベトナム戦争の退役軍人であるフランク・ダヴィンチ（ジョーイ・トラボルタ）もまた、ある理由から同じ男を追っていた。そのため、リンの恋人の殺し屋チャイナ・スミス（マイケル・ヌーリー）の助けを借りて、その男を追跡するために協力することになる。
冒頭、ヴィッキーの夫が自動車爆弾で死亡し、彼女は身を隠すことになる。一方、ダヴィンチの結婚式が、覆面をした武装集団に襲撃され、大規模な銃撃戦へと発展してしまう。武装集団を撃退したものの、ダヴィンチは負傷し、花嫁のルーペ（レベッカ・フェラッティ）をはじめとして多くの参列者が殺害されてしまう。運び込まれた病院では、女性暗殺者のマリアンが、病院のベッドで点滴に注射器を刺してダヴィンチを殺そうとするが、間一髪で点滴を引き抜いて助かる。その後、ダヴィンチはラスベガスの隠れ家に身を隠すことになる。
半年後、十分に回復したダヴィンチは、偶然にもヴィッキーと再会し、事件の首謀者を探すためにお互いに協力することにする。その後、首謀者は、悪徳で冷酷なCIA職員アーサー・ジェイムソン（ジャック・バノン）であることが判明する。リン（まだ"コレット"と名乗っている）と2人だけではジェイムソンに立ち向かえないと考えたダヴィンチは、かつての戦友たち（ブランスコム・リッチモンドとGino Dente）や元マフィアの兄弟であるフィリー（ジョン・アプリア）、ジョーイ・バンビーノ（デヴィッド・プローヴァル）の助けを借りて、ジェイムソンの隠れ家の場所を探し出す。

## キャスト
- フランク・ダヴィンチ - ジョーイ・トラボルタ（英語版）
- チャイナ・スミス - マイケル・ヌーリー
- コレット/ヴィッキー・リン - アンナ・ニコル・スミス
- ジョーイ・バンビーノ - デヴィッド・プローヴァル
- フィリー・バンビーノ - ジョン・アプリア（英語版）
- ルーペ - レベッカ・フェラッティ（英語版）（前作のヴァニティ（英語版）から交代）
- ドン・ウィリアムズ - ブランスコム・リッチモンド
- エルヴィス - ジーノ・デンテ
- アーサー・ジェイムソン - ジャック・バノン（英語版）